# Xeromphalina brunneola
Xeromphalina brunneola är en svampart som beskrevs av O.K. Mill. 1968. Enligt Catalogue of Life ingår Xeromphalina brunneola i släktet Xeromphalina,  och familjen Mycenaceae, men enligt Dyntaxa är tillhörigheten istället släktet Xeromphalina,  och familjen trådklubbor. Artens status i Sverige är: Ej påträffad. Inga underarter finns listade i Catalogue of Life.

## Bildgalleri

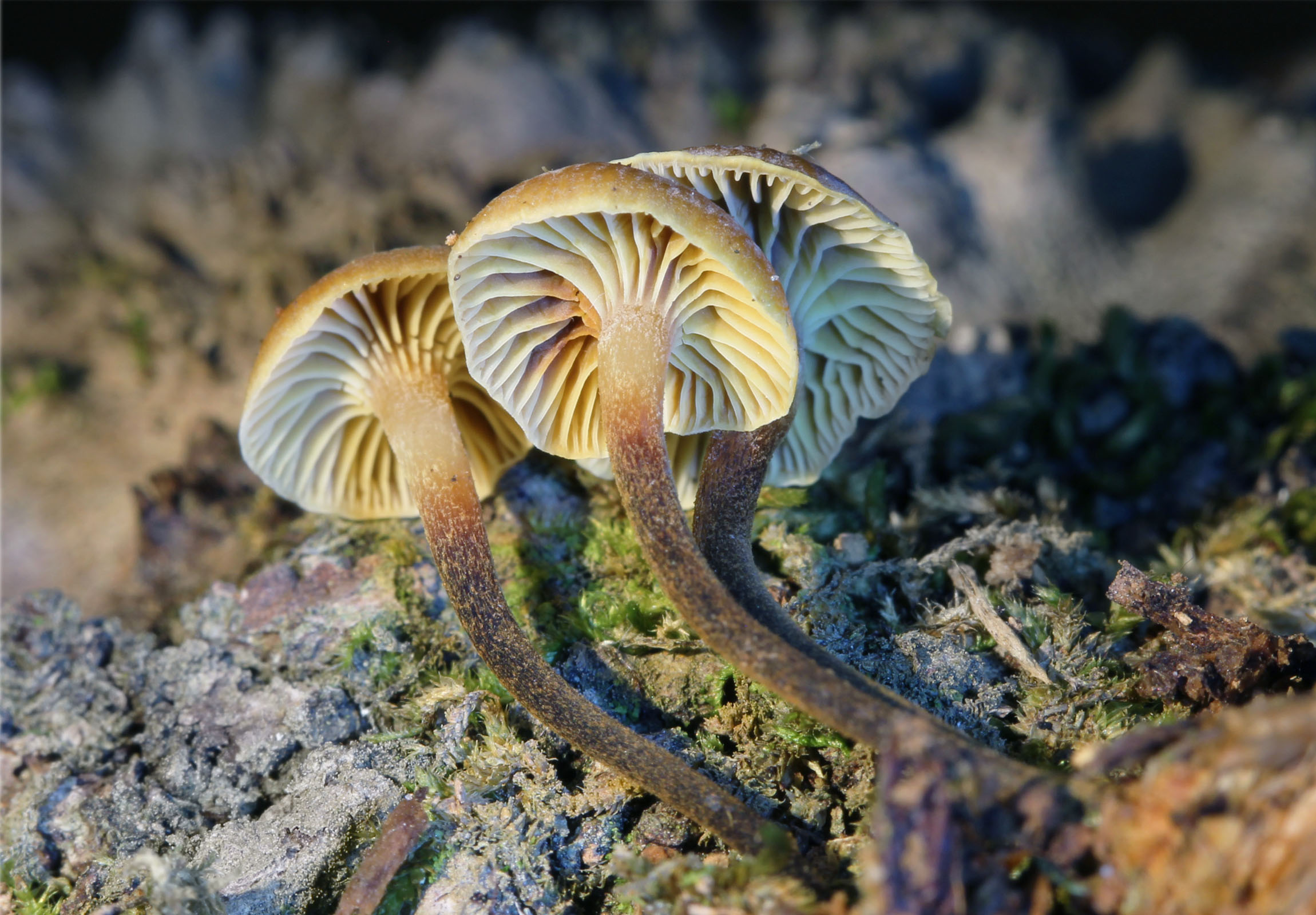